# アクティブ10
アクティブ10（アクティブ・テン）は、NHK Eテレで2018年9月28日から放送されている中学・高校向けの学校放送番組である。全番組が字幕放送に対応している。
教科別に各単元のポイントをコンパクトにまとめた『10min.ボックス』の流れを汲んでいる。

## 概要
『アクティブ10』の原点となったのは、『10min.ボックス』で2016年～2017年度に制作した新バージョンの『テイクテック』『生活・公共』『地理』における新機軸である。従来の映像にナレーションを加えた簡素な内容だった従来のバージョンに対して、新バージョンでは『生活・公共』のナビゲーターにDAIGOを起用したり、『テイクテック』のナレーションに蛭子能収を起用するなど番組への関心を高めようと試みていた。
こうした新機軸を継承した新番組のシリーズが『アクティブ10』である。その第1弾として、ミュージシャンの岡崎体育を起用した『公民』が2018年9月28日にスタートした。その後、2019年9月27日から『理科』『プロのプロセス』の2番組が新たにスタート、12月6日からは『ミライのしごとーく』の放送もスタートした。
2020年度は、新たに『レキデリ』（歴史）と『マスと！』（数学）の2番組を2020年9月24日よりスタートさせている。
2021年度は新規のシリーズの予定はなく、既存シリーズの追加収録のみ行われた。2022年度は『レキデリ』のみ追加収録が行われ、放送時間を午前の時間に統一した。
2023年度以降は既存シリーズのリピート放送のみ実施。2026年の年明けからは別途同時間帯で『聞けなかったあのこと』のレギュラー放送が開始されるが、この番組は『10min.ボックス』『アクティブ10』のどちらの名称も冠していない。

## 各年度の放送時間

### 2025年度

#### 前期
- 月曜・火曜 11:00 - 11:10
  - 月曜日は『マスと！』
  - 火曜日は『理科』

※水曜・木曜日の同時間は「10min.ボックス」を放送（水：「地理」、木：「テイクテック」）。
- 水曜 9:50 - 10:00 『レキデリ』

#### 後期
- 月 - 水曜 11:00 - 11:10
  - 月曜日は『プロのプロセス』
  - 火曜日は『ミライのしごとーく』
  - 水曜日は『公民』

※木曜日の同時間は「10min.ボックス 生活・公共」「聞けなかったあのこと」を放送。
- 火曜 16:05 - 16:15 『プロのプロセス』

### これまでの放送日時
|                   |        | -                                              | 理科                                           | -                                              | プロのプロセス                                       | ミライのしごとーく                                   | 公民                           |                                                                                            |                                                                                            |
| ----------------- | ------ | ---------------------------------------------- | ---------------------------------------------- | ---------------------------------------------- | ---------------------------------------------------- | ---------------------------------------------------- | ------------------------------ | ------------------------------------------------------------------------------------------ | ------------------------------------------------------------------------------------------ |
| 2019年度          | 前期   | （「アクティブ10」の放送なし）                 | （「アクティブ10」の放送なし）                 | （「アクティブ10」の放送なし）                 | （「アクティブ10」の放送なし）                       | （「アクティブ10」の放送なし）                       | （「アクティブ10」の放送なし） | (同時間帯の「10min.ボックス」) 水曜 15:30-15:40 「生活・公共」                             | (同時間帯の「10min.ボックス」) 水曜 15:30-15:40 「生活・公共」                             |
| 2019年度          | 後期 1 | －                                             | 木曜 15:30-15:40 金曜 01:10-01:20 （木曜深夜） | －                                             | *1 金曜 15:30-15:40 *2 金曜 01:20-01:30 （木曜深夜） | －                                                   | 金曜 01:30-01:40 （木曜深夜）  | (後期1は主に10月-12月放送) *1：2019年10月04日-同年12月13日 *2：2019年09月27日-同年11月29日 | (後期1は主に10月-12月放送) *1：2019年10月04日-同年12月13日 *2：2019年09月27日-同年11月29日 |
| 2019年度          | 後期 2 | －                                             | 木曜 15:30-15:40 金曜 01:10-01:20 （木曜深夜） | －                                             | －                                                   | *3 金曜 15:30-15:40 *4 金曜 01:20-01:30 （木曜深夜） | 金曜 01:30-01:40 （木曜深夜）  | (後期2は主に1月-3月放送) *3：2020年01月10日-同年3月13日 *4：2019年12月06日-翌年2月29日     | (後期2は主に1月-3月放送) *3：2020年01月10日-同年3月13日 *4：2019年12月06日-翌年2月29日     |
|                   |        | マスと！ （数学）                              | 理科                                           | レキデリ （歴史・日本史）                      | プロのプロセス                                       | ミライのしごとーく                                   | 公民                           | (同時間帯の「10min.ボックス」)                                                             | (同時間帯のその他番組)                                                                     |
| 2020年度          | 前期   | －                                             | 金曜 00:45-00:55 （木曜深夜）                  | －                                             | 木曜 15:30-15:40 金曜 01:05-01:15 （木曜深夜）       | 金曜 15:30-15:40                                     | 金曜 00:55-01:05 （木曜深夜）  | 水曜 15:30-15:40 「地理」                                                                  | －                                                                                         |
| 2020年度          | 後期   | 金曜 15:30-15:40 金曜 00:55-01:05 （木曜深夜） | －                                             | 木曜 15:30-15:40 金曜 00:00-00:10 （木曜深夜） | －                                                   | 金曜 01:05-01:15 （木曜深夜）                        | －                             | 火曜 15:30-15:40 「生活・公共」                                                            | －                                                                                         |
| 2021年度          | 前期   | 金曜 00:00-00:10 （木曜深夜）                  | 金曜 00:20-00:30 （木曜深夜）                  | 木曜 15:30-15:40                               | －                                                   | －                                                   | －                             | 水曜 15:30-15:40 「生活・公共」 金曜 00:00-00:10 「地理」 （木曜深夜）                     | －                                                                                         |
| 2021年度          | 後期   | －                                             | －                                             | 金曜 00:00-00:10 （木曜深夜）                  | 火曜 15:30-15:40                                     | 水曜 15:30-15:40                                     | 金曜 00:10-00:20 （木曜深夜）  | －                                                                                         | －                                                                                         |
| 2022年度 2023年度 | 前期   | 月曜 11:00-11:10                               | 火曜 11:00-11:10                               | 水曜 09:40-09:50                               | －                                                   | －                                                   | －                             | 水曜 11:00-11:10 「テイクテック」 木曜 11:00-11:10 「生活・公共」                          | －                                                                                         |
| 2022年度 2023年度 | 後期   | －                                             | －                                             | －                                             | 月曜 11:00-11:10                                     | 火曜 11:00-11:10                                     | 木曜 11:00-11:10               | 水曜 11:00-11:10 「地理」                                                                  | －                                                                                         |
| 2024年度          | 前期   | 月曜 11:00-11:10                               | 火曜 11:00-11:10                               | 水曜 09:40-09:50                               | －                                                   | －                                                   | －                             | 水曜 11:00-11:10 「地理」 木曜 11:00-11:10 「テイクテック」                                | －                                                                                         |
| 2024年度          | 後期   | －                                             | －                                             | －                                             | 月曜 11:00-11:10 金曜 16:50-17:00                    | 火曜 11:00-11:10                                     | 水曜 11:00-11:10               | 木曜 11:00-11:10 「生活・公共」                                                            | －                                                                                         |
| 2025年度          | 前期   | 月曜 11:00-11:10                               | 火曜 11:00-11:10                               | 水曜 09:40-09:50                               | －                                                   | －                                                   | －                             | 水曜 11:00-11:10 「地理」 木曜 11:00-11:10 「テイクテック」                                | －                                                                                         |
| 2025年度          | 後期1  | －                                             | －                                             | －                                             | 月曜 11:00-11:10 火曜 16:05-16:15                    | 火曜 11:00-11:10                                     | 水曜 11:00-11:10               | 木曜 11:00-11:10 「生活・公共」 (後期1は主に10月-12月放送)                                 | －                                                                                         |
| 2025年度          | 後期2  | －                                             | －                                             | －                                             | 月曜 11:00-11:10 火曜 16:05-16:15                    | 火曜 11:00-11:10                                     | 水曜 11:00-11:10               | －                                                                                         | 木曜 11:00-11:10 「聞けなかったあのこと」 (後期2は主に1月-3月放送)                         |

## 各番組の内容

### レキデリ
飯塚がプロデューサー、豊本がディレクターを務める歴史番組の収録現場を舞台とし、歴史上の素朴な疑問の解消に必要な資料を、角田扮する歴史資料デリバリー会社の配達員が配達する。
放送初年度の2020年度は10回シリーズで放送されたが、扱う時代の順番は必ずしも時系列通りではなかった。2021年度で10回分追加収録され、放送順も時系列に従って整理された20回シリーズとなった。2022年度は5本分を既存の回と入れ替えるが、新作は時系列に関係なく、過去回のリピート分が終わってから実施された。レギュラー放送としては2023年度以降追加収録を行っておらず、2022年度に放送された分を時系列順に整理してリピート放送している。

#### 出演者
- 東京03（飯塚悟志・豊本明長・角田晃広） ※テーマソングも担当（角田は作詞・作曲も担当）
- 関山美沙紀（ナレーション）

#### 放送リスト
放送順が時系列順となり、追加制作が行われた2022年度放送分を基準として記載。
| 回 | 初回放送日     | サブタイトル                         | 年度別放送順 | 年度別放送順 | 年度別放送順 | 年度別放送順 |
| 回 | 初回放送日     | サブタイトル                         | 2020         | 2021         | 2022         | 2023 以降    |
| -- | -------------- | ------------------------------------ | ------------ | ------------ | ------------ | ------------ |
| 1  | 2021年4月8日   | 稲作は社会をどう変えた？             |              | 1            | 1            | 1            |
| 2  | 2020年10月9日  | ヤマト王権はどうやって権力を広げた？ | 2            | 2            | 2            | 2            |
| 3  | 2021年4月29日  | 白村江の戦いで日本はどうなった？     |              | 3            | 3            | 3            |
| 4  | 2021年5月13日  | 東大寺の大仏はなぜ造られた？         |              | 4            | 4            | 5            |
| 5  | 2020年12月4日  | 藤原氏はなぜ権力を握れた？           | 6            | 5            |              |              |
| 6  | 2021年1月8日   | 鎌倉幕府はどうやって勢力を広げた？   | 7            | 6            |              |              |
| 7  | 2020年10月23日 | 元はなぜ日本を攻めた？               | 3            | 7            | 5            | 6            |
| 8  | 2021年6月10日  | 応仁の乱がもたらした影響は？         |              | 8            | 6            | 8            |
| 9  | 2021年6月17日  | 室町時代 琉球はなぜ栄えていた？      |              | 9            | 7            | 9            |
| 10 | 2020年11月20日 | 宣教師はなぜ日本に来た？             | 5            | 10           | 8            | 10           |
| 11 | 2021年7月1日   | 大阪城はなぜ平野に築かれた？         |              | 11           | 9            | 11           |
| 12 | 2020年8月1日   | 江戸幕府はなぜ長く続いたのか？       | 1            | 12           |              |              |
| 13 | 2021年7月15日  | 蝦夷錦はどこから来た？               |              | 13           | 10           | 13           |
| 14 | 2021年8月19日  | 江戸時代 なぜ数学がブームになった？  |              | 14           | 11           | 14           |
| 15 | 2021年1月22日  | 江戸幕府はなぜ不平等条約を結んだ？   | 8            | 15           |              |              |
| 16 | 2021年2月5日   | 明治政府はどんな国を目指した？       | 9            | 16           | 12           | 15           |
| 17 | 2021年9月9日   | 普通選挙はなぜ実現した？             |              | 17           | 13           | 17           |
| 18 | 2021年2月19日  | 日本はなぜ日中戦争に？               | 10           | 18           |              |              |
| 19 | 2021年9月23日  | 太平洋戦争でなぜ国民も戦った？       |              | 19           | 14           | 18           |
| 20 | 2020年11月6日  | 戦後なぜ経済復興が進んだ？           | 4            | 20           | 15           | 19           |
| 21 | 2022年9月7日   | 墾田永年私財法はなぜ作られた？       |              |              | 16           | 4            |
| 22 | 2022年9月14日  | 定期市で庶民の生活はどう変わった？   |              |              | 17           | 7            |
| 23 | 2022年9月21日  | 天明のききん なぜ被害が拡大した？    |              |              | 18           | 12           |
| 24 | 2022年9月28日  | 明治時代 女性はなぜ工場で働いた？    |              |              | 19           | 16           |
| 25 | 2022年10月5日  | 高度経済成長は国民に何をもたらした？ |              |              | 20           | 20           |

#### スピンオフ特番「歴史デリバリー〜素朴な疑問? 歴史資料で解決!〜」
2022年1月2日には滝沢カレンと近藤春菜をゲストに迎えたスピンオフ特番「歴史デリバリー〜素朴な疑問? 歴史資料で解決!〜」が20:45 - 21:30に放送された。6月20日の19:00 - 19:30には同特番の第2弾、9月3日の21:30 - 22:00には第3弾が放送され、こちらにはハリセンボンが揃ってゲスト出演している。2024年1月8日9:30 - 10:00には約1年ぶりに第4弾が、2025年1月13日9:00 - 9:30に第5弾が放送されたが、東京03のみの出演となっている。
| 回 | 初回放送日    | サブタイトル                              | 備考                                       |
| -- | ------------- | ----------------------------------------- | ------------------------------------------ |
| 1  | 2022年1月2日  | 東京03と近藤春菜×滝沢カレン               | 放送上のタイトルは「日本人はきれい好き？」 |
| 2  | 2022年6月20日 | 日本人はいつから時間にうるさくなった？    |                                            |
| 3  | 2022年9月3日  | いつから かき氷がお好き？                 |                                            |
| 4  | 2024年1月8日  | 源氏物語はなぜ1000年も読み継がれたのか？  |                                            |
| 5  | 2025年1月13日 | 本の大衆化 ベストセラーの仕掛け人を追う！ |                                            |

### 公民
現代社会が抱える問題を深く掘り下げるとともに、生徒が自ら主体的に学習するアクティブ・ラーニングに対応した番組である。全20回（その他、パイロット版1回）。

#### 出演者
- 岡崎体育
- ダルさん（声の出演：戸松遥） ※戸松はナレーションも兼務。

#### 放送リスト
| 回 | 初回放送日     | サブタイトル                         |
| -- | -------------- | ------------------------------------ |
| 0  | 2018年4月6日   | 異なる文化の人と生きる               |
| 1  | 2018年9月28日  | "ＡＩ"で社会はどう変わる？           |
| 2  | 2018年10月5日  | グローバル化、キミには関係ない？     |
| 3  | 2018年10月12日 | 少子高齢社会で日本はどうなる？       |
| 4  | 2018年10月19日 | 対立から合意を目指すには             |
| 5  | 2018年10月26日 | 憲法はだれのもの？                   |
| 6  | 2018年11月2日  | "人権"ってなんだ？                   |
| 7  | 2018年11月9日  | 法律はなぜ必要？                     |
| 8  | 2018年11月16日 | 内閣の役割って？                     |
| 9  | 2018年11月23日 | 地域のことは誰が決める？             |
| 10 | 2018年11月30日 | 政治に声を届けるには？               |
| 11 | 2018年12月7日  | 公正な裁判とは？                     |
| 12 | 2018年12月14日 | "シェアリング"で経済が変わる！？     |
| 13 | 2019年1月11日  | 仮想通貨って信用できる？             |
| 14 | 2019年1月18日  | "キャッシュレス化"が生み出すものは？ |
| 15 | 2019年1月25日  | 企業ってなにするところ？             |
| 16 | 2019年2月1日   | 税金、安けりゃイイの？               |
| 17 | 2019年2月8日   | 何のために働くの？                   |
| 18 | 2019年2月15日  | 理想のエネルギーってなに？           |
| 19 | 2019年2月22日  | どうすれば平和な世界が作れる？       |
| 20 | 2019年3月1日   | "世界のおわり"がやって来る！？       |

### 理科
単元に即した内容を扱いながら、思考力を育む理科番組。『探究のとびら』『探究のかぎ』『もっと探究』の3つのコーナーで構成されている。全20回。

#### ナレーター
- 梅原裕一郎
- 早見沙織

上記2人のメインナレーターとともに、毎回ゲストナレーターを起用している。詳細は放送リストを参照のこと。ゲストナレーターは、いずれも理系分野のエキスパート又は大学理系学部・高等専門学校の出身者である（第3回の佐々木渉は初音ミクの企画開発プロデューサー）。

#### 放送リスト
| 回 | 初回放送日     | サブタイトル     | ゲストナレーター                     |
| -- | -------------- | ---------------- | ------------------------------------ |
| 1  | 2019年3月29日  | 光               | 毛利衛                               |
| 2  | 2019年10月4日  | 音               | サンシャイン池崎                     |
| 3  | 2019年10月11日 | 物質の性質       | 初音ミク/佐々木渉                    |
| 4  | 2019年10月18日 | 状態変化         | 山本美月                             |
| 5  | 2019年10月25日 | 分類             | さかなクン                           |
| 6  | 2019年11月1日  | 火山             | 橘ケンチ（EXILE/EXILE THE SECOND）   |
| 7  | 2019年11月8日  | 地震             | ナダル（コロコロチキチキペッパーズ） |
| 8  | 2019年11月15日 | 電気抵抗         | 川上弘美                             |
| 9  | 2019年11月22日 | 電流と磁界       | 福岡伸一                             |
| 10 | 2019年11月29日 | 化学変化と質量   | 小笹大輔（Official髭男dism）         |
| 11 | 2019年12月6日  | 酸化と還元       | 土佐信道（明和電機）                 |
| 12 | 2019年12月13日 | 葉のはたらき     | 厚切りジェイソン                     |
| 13 | 2020年1月10日  | 刺激と反応       | 藤本淳史（田畑藤本）                 |
| 14 | 2020年1月17日  | 雲のでき方       | 矢部太郎（カラテカ）                 |
| 15 | 2020年1月24日  | 力と運動         | 田中卓志（アンガールズ）             |
| 16 | 2020年1月31日  | 力学的エネルギー | 隈研吾                               |
| 17 | 2020年2月7日   | 金属イオン       | 向井理                               |
| 18 | 2020年2月14日  | 化学電池         | 吉野彰                               |
| 19 | 2020年2月21日  | 遺伝             | 菊川怜                               |
| 20 | 2020年2月28日  | 金星の見え方     | 米村でんじろう                       |

### マスと!
増十中学校に通う生徒たちが日常生活で直面する問題を通じて、数学的な考え方を身に着けていくドラマ仕立ての番組。SASUKEによるテーマ曲をバックに、ミュージックビデオ風の演出がなされている。
全10回であるが、初回放送時（2020年度）とそれ以降の年度で放送順が一部入れ替えられている。本稿の放送回を記載する際は、初回放送時（2020年度）のものに基づく。

#### 出演者
増十中学校の生徒
- ゆうり：TSUKUSHI（#1, 3, 5, 9, 10）
- かい：黒澤宏貴（#2, 4, 6, 8, 10）
- るね：南琴奈（#4, 6, 7, 8, 10）
- るうと：岡田龍樹（#6, 7, 10）
  - ゆうりと他の3人は学級が異なる設定のため、同時に登場することは殆ど無かった。

ゲスト
- さとう先生：さとうほなみ（#3）
- こじま先生：小島よしお（#4）
- むらさめ先生：村雨辰剛（#6）[9]
- さすけ（ゆうりの兄）：SASUKE（#9）[10]
- しゅんすけ（カフェのオーナー）：武内駿輔（#10）[11]

ナレーター（キャラクターの声を兼務）
- 武内駿輔（#1 - 4, 6 - 10）
- 中井美琴（#5）
  - このほか、「MATHのある風景」のコーナーでは、NHKのアナウンサーが1 - 2回毎に交代でナレーションを務める。

#### 放送リスト
| 回 | 初回放送日     | サブタイトル | 年度別放送順 | 年度別放送順 |
| 回 | 初回放送日     | サブタイトル | 2020         | 2021 以降    |
| -- | -------------- | ------------ | ------------ | ------------ |
| 1  | 2020年7月23日  | 文字と式     | 1            | 1            |
| 2  | 2020年10月9日  | 作図         | 2            | 5            |
| 3  | 2020年10月23日 | 連立方程式   | 3            | 2            |
| 4  | 2020年11月6日  | 確率         | 4            | 8            |
| 5  | 2020年11月20日 | 一次関数     | 5            | 3            |
| 6  | 2020年12月4日  | 図形の合同   | 6            | 6            |
| 7  | 2021年1月8日   | 標本調査     | 7            | 9            |
| 8  | 2021年1月22日  | 関数y=aｘ2   | 8            | 4            |
| 9  | 2021年2月5日   | 図形の相似   | 9            | 7            |
| 10 | 2021年2月19日  | マスとな活動 | 10           | 10           |

### プロのプロセス
社会で活躍するさまざまな仕事のプロが、情報の集め方から分析の仕方、まとめた内容を発表するテクニックまで伝授することで情報活用能力やワークスキルに役立つ内容となっている。
当初は10回シリーズで制作されたが、2021年度に4回分追加制作され、14回シリーズとなった。追加制作分ではミニコーナーが「プロのプレゼン」から「Quiz Time」に置き換えられている。

#### 出演者
- チョコレートプラネット（長田庄平・松尾駿） ※エンディングテーマの歌唱も担当
- スカイラ・ベル（ナレーション）

#### 放送リスト
| 回 | 初回放送日     | サブタイトル                   | 「プロのプレゼン」ゲスト         | 年度別放送順 | 年度別放送順 |
| 回 | 初回放送日     | サブタイトル                   | 「プロのプレゼン」ゲスト         | 2019 2020    | 2021 以降    |
| -- | -------------- | ------------------------------ | -------------------------------- | ------------ | ------------ |
| 0  | 2019年3月29日  | （サブタイトルなし）           | 赤木野々花（アナウンサー）       |              |              |
| 1  | 2019年9月27日  | 課題の見つけ方                 | 赤木野々花（アナウンサー）       | 1            | 5            |
| 2  | 2019年10月4日  | 活動の計画の立て方             | 桂紹寿（住職）                   | 2            | 6            |
| 3  | 2019年10月11日 | 情報の集め方                   | 小島雄一郎（広告会社プランナー） | 3            | 7            |
| 4  | 2019年10月18日 | アンケートの作り方             | 林家たい平（落語家）             | 4            | 8            |
| 5  | 2019年10月25日 | インタビューのしかた           | 和田裕美（会社経営者）           | 5            | 9            |
| 6  | 2019年11月1日  | 分析のしかた                   | 杉本真樹（医師）                 | 6            | 10           |
| 7  | 2019年11月8日  | 企画書の書き方                 | 大場美奈（アイドル）             | 7            | 11           |
| 8  | 2019年11月15日 | ポスターのデザイン             | ジャンプ中澤（実演販売士）       | 8            | 12           |
| 9  | 2019年11月22日 | プレゼンテーションのしかた     | 坂田薫（予備校講師）             | 9            | 13           |
| 10 | 2019年11月29日 | PR動画の作り方                 | 小松隼也（弁護士）               | 10           | 14           |
| 11 | 2021年10月5日  | 議論のまとめ方                 | （コーナー廃止）                 |              | 1            |
| 12 | 2021年10月19日 | 振り返りのしかた               | （コーナー廃止）                 |              | 2            |
| 13 | 2021年11月2日  | オンライン会議での会話のしかた | （コーナー廃止）                 |              | 3            |
| 14 | 2021年11月16日 | クラウドでの共有のしかた       | （コーナー廃止）                 |              | 4            |

### ミライのしごとーく
ある業界で働く3人が今の仕事のことから、これから業界がどう変わっていくのか、そのために求められる人材に至るまでバーチャル学生『KAZU』と語り合う。自分の将来の仕事を考える上でのヒントが満載の番組である。
放送初年度の2019年度は10回シリーズで制作されたが、2020年度に10回分追加制作され、20回シリーズとなった。2021年度も20回シリーズであったが、4回分追加制作され、既存の回と入れ替えた。2022年度以降は追加制作を行わない一方、2021年度に未放送となった回も含めた全24回分をリピート放送している。
2019年度制作分では当日招かれた3人のゲストは円卓を囲って着席していたが、2020年度では新型コロナウィルス感染対策に伴い、「レストラン」「農業」の回ではゲストがそれぞれ別々の場所で収録を行う形式が採られ、「化粧品業界」の回以降はアクリル板を挟んで横一列に着席する形式となった。

#### 出演者
- カズレーザー（メイプル超合金）…バーチャル学生『KAZU』の声も担当
- 織江珠生（ナレーション）

#### 放送リスト
| 回 | 初回放送日    | サブタイトル               | 年度別放送順 | 年度別放送順 | 年度別放送順 | 年度別放送順 |
| 回 | 初回放送日    | サブタイトル               | 2019         | 2020         | 2021         | 2022 以降    |
| -- | ------------- | -------------------------- | ------------ | ------------ | ------------ | ------------ |
| 1  | 2019年8月16日 | デパートの仕事             | 1            | 1            |              | 21           |
| 2  | 2019年8月16日 | デパートの未来             | 2            | 2            |              | 22           |
| 3  | 2020年1月10日 | プロスポーツチームの仕事   | 3            | 3            |              | 23           |
| 4  | 2020年1月17日 | プロスポーツ業界の未来     | 4            | 4            |              | 24           |
| 5  | 2020年1月24日 | 建設の仕事                 | 5            | 5            | 11           | 19           |
| 6  | 2020年1月31日 | 建設業界の未来             | 6            | 6            | 12           | 20           |
| 7  | 2020年2月7日  | 介護の仕事                 | 7            | 7            | 13           | 15           |
| 8  | 2020年2月14日 | 介護業界の未来             | 8            | 8            | 14           | 16           |
| 9  | 2020年2月21日 | ゲーム業界の仕事           | 9            | 9            | 15           | 17           |
| 10 | 2020年2月28日 | ゲーム業界の未来           | 10           | 10           | 16           | 18           |
| 11 | 2020年7月3日  | レストランの仕事           |              | 11           | 1            | 3            |
| 12 | 2020年7月10日 | レストラン業界の未来       |              | 12           | 2            | 4            |
| 13 | 2020年7月17日 | 農業の仕事                 |              | 13           | 3            | 5            |
| 14 | 2020年8月21日 | 農業の未来                 |              | 14           | 4            | 6            |
| 15 | 2020年8月28日 | 化粧品業界の仕事           |              | 15           | 5            | 7            |
| 16 | 2020年9月4日  | 化粧品業界の未来           |              | 16           | 6            | 8            |
| 17 | 2020年9月11日 | 市役所の仕事               |              | 17           | 9            | 11           |
| 18 | 2020年9月18日 | 市役所の未来               |              | 18           | 10           | 12           |
| 19 | 2020年9月25日 | 総合商社の仕事             |              | 19           | 7            | 9            |
| 20 | 2020年10月2日 | 総合商社の未来             |              | 20           | 8            | 10           |
| 21 | 2022年2月23日 | コンビニエンスストアの仕事 |              |              | 17           | 1            |
| 22 | 2022年3月2日  | コンビニエンスストアの未来 |              |              | 18           | 2            |
| 23 | 2022年3月9日  | ベンチャー企業の仕事       |              |              | 19           | 13           |
| 24 | 2022年3月16日 | ベンチャー企業の未来       |              |              | 20           | 14           |

## 番組タイトルロゴ
『10min.ボックス』の時にも、新バージョンの『テイクテック』で『10min.ボックス』のロゴ自体を省略したり、『生活・公共』『地理』で色鮮やかなカラーリングを施したりしたことはあったが、基本的な『10min.ボックス』のロゴは一貫して堅持していた。
これに対して、『アクティブ10』では各番組のロゴが全て異なるなど独自性が強い。例えば、『理科』では英文字表記の『ACTIVE10』としたり、『プロのプロセス』では先頭の『プ』の文字を大きく目立たせるなどタイトルロゴのインパクトの強さに大きな特色がある。